# Loempia

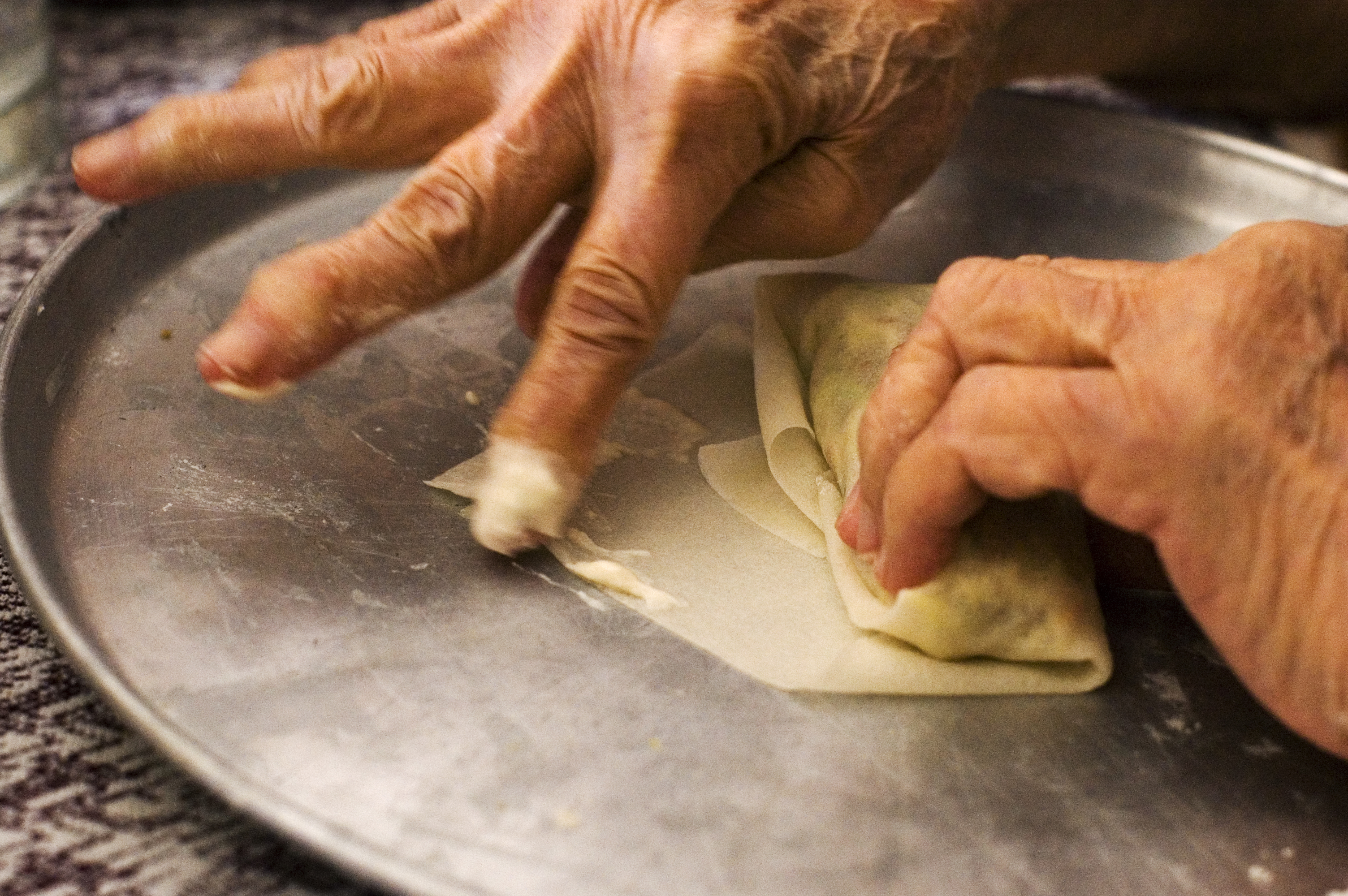
Het dichtvouwen van een kleine loempia

Een loempia is een van oorsprong Chinees gerecht dat onder meer ingang heeft gevonden in de Filipijnse, Indonesische, de Vietnamese, de Cambodjaanse en de Thaise keuken. Er bestaan veel varianten. Meestal worden loempia's als voorgerecht of snack gegeten.

## Oorsprong
Het Indonesische woord lumpia (tot 1948 loempia) komt van "Lun Pia" 潤餅 in het Minnan-dialect, dat in het Nederlands zoiets als 'zachte pannenkoek' betekent. De twee Chinese karakters komen niet overeen met de namen in andere Chinese dialecten. Buiten het Minnan-dialect spreekt men meestal van "juan" (spreek uit als: [Djwen]) 卷.
Loempia's behoren bij de tradities van het Chinese Nieuwjaar, de belangrijkste feestdag van het jaar, waarmee het begin van de lente wordt gevierd. In het buitenland vindt men dan ook vaak het woord voor "lente" in de naam.

## Traditioneel
Een loempia bestaat uit een langwerpige zak gemaakt van een dun vel deeg ("loempiavel", meestal van filodeeg), die zelf gegeten kan worden, met daarin groenten (zoals bamboescheuten, kool, taugé), garnalen, vlees, olie, omeletreepjes en kruiden. Het deeg wordt als een envelop dichtgevouwen en daarna in olie gebakken.
Loempia's worden ook als diepvriesproduct verkocht. Ze kunnen dan in de oven of koekenpan worden bereid.

## Variaties
Vietnamese loempia's zijn kleiner en vooral smaller dan Chinese loempia's. Deze loempia wordt bij voorkeur warm gegeten met een sausje, bestaande uit voornamelijk uien, tomaten en pepers. Sommige loempiabakkers maken dit sausje zelf, anderen gebruiken een kant-en-klaar sausje, dat wel 'loempia-saus' genoemd wordt, maar in feite een scherpe ketchup is. De Vietnamese loempia heeft een koude variant waarin rauwe groenten en gekookt vlees of al dan niet rauw zeebanket in een rol gewikkeld wordt. De Saigon-loempia heeft een dikkere deeglaag. Vietnamese loempia's worden sinds midden jaren 1980 verkocht door voormalige Vietnamese vluchtelingen.
In het Thai heet de loempia poh pia thoht waarbij poh pia duidt op een ongebakken variant van de loempia in het Minnan-dialect (poh betekent "droog-dun") en thot in het Thais "gefrituurd" betekent. In het Vietnamees kent men de loempia als cha gio. Het is een gefrituurd rolletje rijstpapier, gevuld met varkensvlees, garnalen en groenten, dat je met verse kruiden in een slablad rolt en dipt in een saus op basis van vissaus (nuoc mam).
Indonesische loempia's hebben ongeveer hetzelfde formaat als de Vietnamese. De bekendste loempia is de Loempia Semarang, die is ontwikkeld door de Hokkien, die zich als Chinese immigranten op Java in Semarang vestigden. De vulling ervan bestaat uit fijngesneden, gekookte bamboescheuten, geroerbakt met garnalen of kipstukjes, knoflook, witte peper, ketjap manis en wat oestersaus. De bijbehorende saus is taotjo-saus.
Er bestaan ongefrituurde varianten van de loempia. Hier wordt geroerbakt vlees, groenten en ook rauwe groenten, samen met een saus gemaakt van soja en Spaanse pepers opgerold in een soort pannenkoek. Deze variant wordt vooral gegeten door Hokkien, Teochew en Peranakan-Chinezen.
De in Nederland door Chinezen in snackbars gemaakte loempia's hebben dikwijls een groot formaat en zijn daarmee aangepast aan de Nederlandse behoefte aan grote porties. De vulling bestaat veelal uit een mengsel van taugé, kipstukjes, fijngehakte groenten en stukjes omelet. Een kleine hoeveelheid industrieel bereide loempiasaus wordt meestal bijgeleverd.
Een 'kroepia' is een Nederlandse variatie op de loempia. De vulling is dan met nasi, in plaats van alleen groenten. Meestal zijn ze meer vierkant dan langwerpig.

## Trivia
- In Katwijk staat sinds 1967 de grootste loempiafabriek van Europa. Dagelijks worden er 700.000 loempia's geproduceerd. Deze loempia's zijn kleiner dan de Chinese variant, maar groter dan Vietnamese loempia's.[2]